# Església del Gesù
L'Església del Santíssim Nom de Jesús, conegut principalment com una església de Jesús o simplement com "La Vida de Crist, és l'església mare de la Companyia de Jesús a Roma i és, de fet, la seu del Pare General dels jesuïtes.

## Història
La construcció de l'església, que domina la plaça de Jesús, és considerat com un important punt d'inflexió en la història de l'art, ja que va ser construït en l'esperit dels decrets del Concili de Trento: va ser concebut per a un sol passadís, perquè l'atenció de fidels se centrés en l'altar i en qui hi celebra.
La construcció de l'església era ja, el 1551, un desig d'Ignasi de Loiola, fundador de la Companyia de Jesús i actiu durant la Reforma protestant i successives reformes catòliques més tard. El Papa Pau III el 1540 havia autoritzat la creació de la Societat de Jesús. Pau III vivia al Palazzo Venezia i es va oferir la capella als primers jesuïtes, prop de la seva residència, que es trobava en el lloc de l'església.
Tanmateix, a causa de la manca de fons la tasca de l'església no es va iniciar durant la vida d'Ignasi. El treball va començar el 1568, essent el General de la Societat Francesc de Borja, que va ser General de 1565 a 1572. En què el cardenal Alessandro Farnese, nebot de Papa Pau III, reuní els fons per a la construcció.
Els primers projectes de l'església, tal com ho exigeix Ignasi, havia estat dissenyat per Nanni di Baccio Bigi, un arquitecte florentí. El 1554, el projecte va ser redissenyat per Michelangelo i després per Vignola (1568), amb dos requisits: 
- Un gran passadís amb un púlpit lateral, per facilitar la predicació;
- Un altar central per a la celebració de l'Eucaristia.

L'obra va ser dirigida per Vignola 1568 a 1575. Després de la mort de Vignola, l'obra passa sota la direcció de Giacomo della Porta fins a 1580. El della Porta va reelaborar el disseny de la façana i projectà la cúpula. Es va consagrar el 1584.
L'església de Jesús va ser el model per a diversos edificis de culte erigits per la Companyia de Jesús a tot el món, com l'Església de Jesús del Ateneo a Manila, o com l'església de Sant Miquel a Múnic.